# Popudinské Močidľany
Popudinské Močidľany es un municipio del distrito de Skalica en la región de Trnava, Eslovaquia, con una población estimada a final del año 2024 de 990 habitantes.
Se encuentra ubicado al norte de la región, en los pequeños Cárpatos y cerca del río Morava (cuenca hidrográfica del Danubio) y de la frontera con la República Checa.

## Demografía
| Año        | 1994 | 2004    | 2014    | 2024    |
| ---------- | ---- | ------- | ------- | ------- |
| Población  | 829  | 908     | 921     | 990     |
| Diferencia |      | +9,52 % | +1,43 % | +7,49 % |

| Año        | 2023 | 2024    |
| ---------- | ---- | ------- |
| Población  | 979  | 990     |
| Diferencia |      | +1,12 % |